# Cres (miasto)

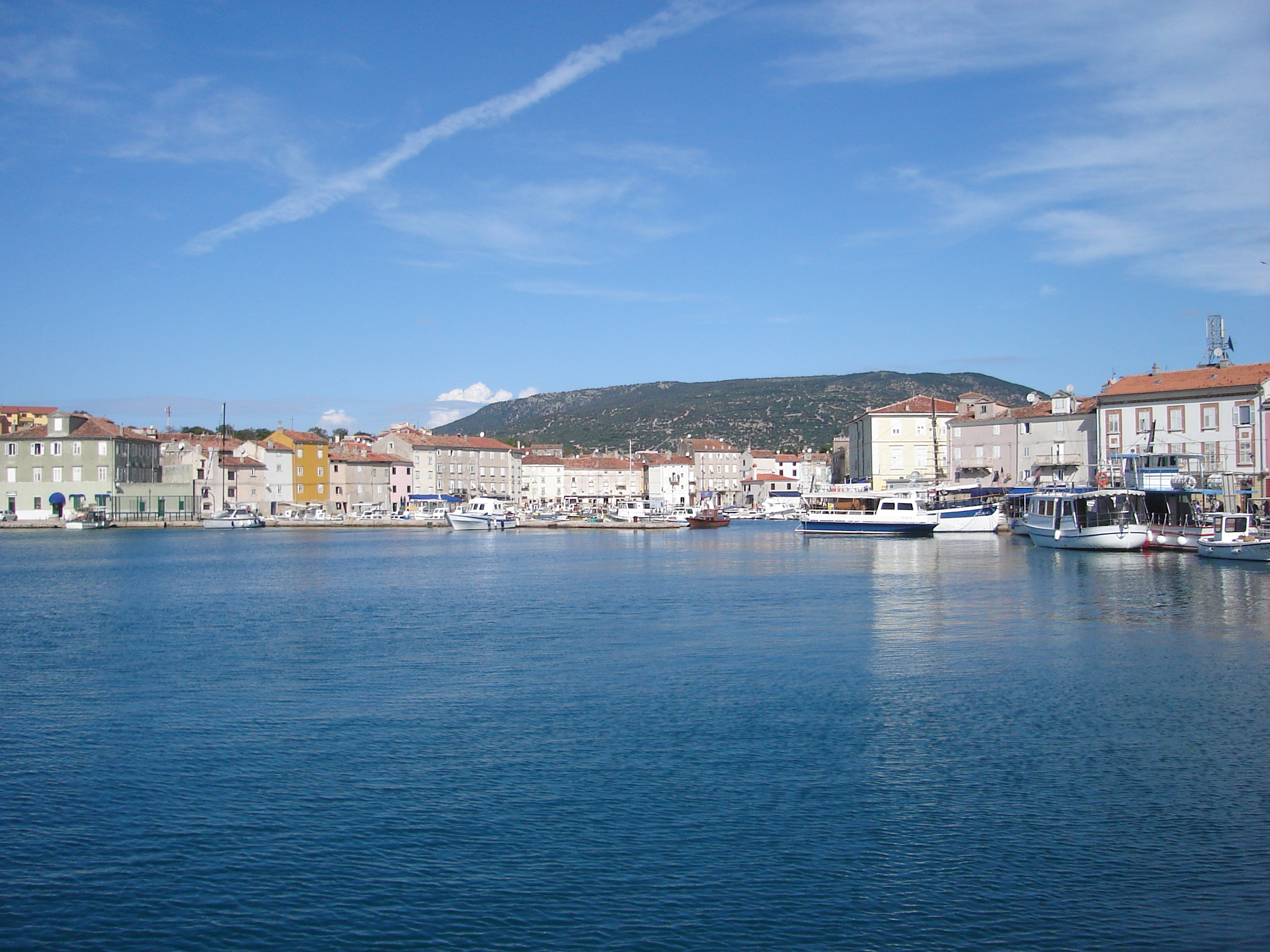
Widok na creski port

Cres – miasto w Chorwacji, w żupanii primorsko-gorskiej, siedziba miasta Cres. Jest położone na wyspie o tej samej nazwie. W 2011 roku liczyło 2289 mieszkańców.
Na miejscu dzisiejszego miasta, znajdowało się prehistoryczne grodzisko, a potem antyczna twierdza – Crepsa. Do przybycia Chorwatów w IX wieku, zamieszkany był przez Liburnów, ale istnieją ślady greckiej, rzymskiej i bizantyjskiej obecności.
W IX wieku Chorwaci panują nad całą wyspą i po krótkiej weneckiej okupacji, Cres pozostaje w składzie Chorwacji do 1409 roku. W 1332 roku zostaje uchwalony statut. Najznamienitsza postać doby renesansu pochodząca z Cresu to filozof Frane Petrić.
Do 1797 pod rządami Wenecji, w latach 1805–1814 pod okupacją Francji, a następnie do 1918 w składzie Austro-Węgier. Po I wojnie światowej zajmowany przez Włochy, a wraz z upadkiem tamtejszego reżimu faszystowskiego w 1943 i po krótkim okresie chorwackiej władzy, Cres przejmują wojska niemieckie. W kwietniu 1945 Cres zostaje ostatecznie wyzwolony i ponownie wcielony do Chorwacji, a przez nią do Jugosławii.
Najważniejsze gałęzi gospodarki to turystyka, okrętownictwo, rybactwo i uprawa oliwek